# إليسكوريال (مدريد)
إليسكوريال، مدريد (بالإنجليزية: El Escorial, Madrid)‏ هي بلدية ومدينة في منطقة الحكم الذاتي وتقع في منطقة مدريد في وسط إسبانيا. تبلغ مساحة هذه المدينة 68.75 (كم²)، ويبلغ عدد سكانها 15161 نسمة حسب إحصاء سنة 2012 م.

## أعلام
- منير الحدادي
- سيرجيو سيدونشا
- خوان دي بورخا إي كاسترو
- ميغيل باروسو

## وصلات خارجية
- الموقع الرسمي